# リンジー (カリフォルニア州)
リンジーはアメリカ合衆国カリフォルニア州トゥーレアリ郡にある都市。

## 概要
リンジーはカリフォルニア州の内陸部に位置している。チーズ工場やオレンジ工場など大きな工場がある。一年中温暖気候だが、朝晩は冷え込む。市内のスポーツセンターではバスケットボールやサッカー、ゲームセンター、ロッククライミング、ジムなど幅広く遊ぶことが出来る。サンフランシスコから車で4時間、ロサンゼルスからは3時間弱かかる。